# Rauvolfia mattfeldiana
Rauvolfia mattfeldiana là một loài thực vật có hoa trong họ La bố ma. Loài này được Markgr. miêu tả khoa học đầu tiên năm 1924.